# بيدرو ميغيل أوليفيرا ألفيس
بيدرو ميغيل أوليفيرا ألفيس (18 يناير 1996 بفيلجويراس في البرتغال - ) هو لاعب كرة قدم برتغالي في مركز الوسط. شارك مع منتخب البرتغال تحت 16 سنة لكرة القدم. أما مع النوادي، فقد لعب مع S.C. Braga B ‏.

## وصلات خارجية
- بيدرو ميغيل أوليفيرا ألفيس على موقع قاعدة بيانات كرة القدم.إي يو (الإنجليزية)
- بيدرو ميغيل أوليفيرا ألفيس على موقع Soccerway.com (الإنجليزية)